# Ghiacciaio Arapya
Il ghiacciaio Arapya (in inglese: Arapya Glacier) è un ghiacciaio lungo 11,4 km e largo 5, situato sulla costa di Zumberge, nella parte occidentale della Terra di Ellsworth, in Antartide. In particolare, il ghiacciaio, il cui punto più alto si trova a circa 900 m s.l.m., è situato sul versante orientale della parte centro-settentrionale della dorsale Sentinella, nelle montagne di Ellsworth, a nord del ghiacciaio Burdenis. Da qui esso fluisce verso sud scorrendo tra il versante occidentale della dorsale di Barnes e quello orientale del picco Chapman, nelle cime Maglenik, fino ad unire il proprio flusso a quello del ghiacciaio Ellen, a sud-ovest del monte Besch..

## Storia
Il ghiacciaio Arapya è stato così battezzato dalla Commissione bulgara per i toponimi antartici in onore della località marittima di Arapya, nella Bulgaria sud-orientale.